# Eupithecia delaeveri
Eupithecia delaeveri là một loài bướm đêm trong họ Geometridae.